# Банде ди Ла-Роло (Савона)
Банде ди Ла-Роло је насеље у Италији у округу Савона, региону Лигурија.
Према процени из 2011. у насељу је живело 57 становника. Насеље се налази на надморској висини од 161 м.